# Walraven I. Brederodski
Walraven I. Brederodski (Santpoort, ok. 1370/73 – Gorinchem, 1. december 1417) je bil gradiščan Stavorena od 1400 do 1401, gospod Brederodeja od 1402 do 1417 in Stadtholder Holandije od 1416 do 1417.

## Življenje
Walraven je bil sin Reinouda I. Brederodskega in Jolande Gennepske. Leta 1396 je Walraven sodeloval v pohodih proti Zahodnim Frizijcem pod poveljstvom Alberta Bavarskega. Walraven je bil 8. septembra 1400 imenovan za gradiščana Stavorena, vendar je funkcijo obdržal le kratek čas, dokler se ji je spet odrekel. Leta 1402 mu je njegov starejši brat Jan I. Brederodski predal gospostvo Brederode, ker se je odločil za meniško življenje v samostanu v Zelheimu. Istega leta je Walraven sodeloval pri obleganju Gorinchema, kjer je bil ujet. Iz ujetništva mu je uspelo pobegniti šele leta 1409. Zaradi jetništva se je v njem nakopičilo veliko sovraštva do Janeza V. Arkelskega, ki ga je imel več let v ujetništvu. Ponovno se je pridružil holandskemu grofu Viljemu VI. in sodeloval v Arkelskih vojnah. 11. avgusta 1414 se je poročil z Johano Vianensko, hčerko Henrika II. Vianenskega. Zaradi poroke je dobil naziv gospod Vianenski in Ameidski. Bil je član sveta holandskega grofa, po smrti Viljema VI. pa je prejel začasno funkcijo Stadtholderja ali guvernerja Holandije.
Leta 1417 je ponovno izbruhnili vojna trka in trske in frakcija trsk, ki jo je vodil Viljem Arkelski, je začela novo obleganje Gorinchema. Walraven je hitro premaknil vojsko, da bi rešil Gorinchem, toda na ozkih ulicah mesta ga je zadela puščica in je umrl. Pokopali so ga v Vianenu.

## Družina in potomci
Walraven Brederodski in njegova žena Johana Vianenska sta imela vsaj tri otroke:
- Reinald II. Brederodski (1415 – 16. oktober 1473)
- Gijsbreht Brederodski (1417–1475), škof v Utrechtu
- Walravina Brederodska (1418–1460)

| Walraven I. Brederodski Gospodje BrederodskiRojen: ok. 1370-73 Umrl: 17. december 1417 |                                |                                    |
| Predhodnik: Janez I. Brederodski                                                       | Gospod Brederodski 1402 – 1417 | Naslednik: Reinald II. Brederodski |